# Calciumlactatgluconat
Calciumlactatgluconat, ein Doppelsalz der Milch- und Gluconsäure, ist ein weißer, geruchloser, geschmacksneutraler, kristalliner Feststoff.

## Eigenschaften
Der Calciumgehalt beträgt zwischen 10 % und 13 %. Der Calciumgehalt ergibt sich wie auch die Molmasse aus dem Mischungsverhältnis von Calciumlactat (13 % Calcium) zu Calciumgluconat (9 % Calcium).
Ein günstig gewähltes Molverhältnis der beiden Anionen (Lactat und Gluconat) bewirkt eine synergistische Löslichkeitserhöhung; somit besitzt Calciumlactatgluconat mit 400 g/L die (nach Calciumchlorid) zweithöchste Löslichkeit unter allen Calciumsalzen und weist gleichzeitig eine sehr gute Bioverfügbarkeit des enthaltenen Calciums auf. Zum Vergleich: Die Löslichkeit von Calciumlactat beträgt 66 g/L, die von Calciumgluconat 35 g/L.

## Verwendung
Neben dem lange bekannten positiven Einfluss von Calcium auf die Knochendichte (siehe Osteoporose) zeigen neuere Untersuchungen, dass bei einer ausreichenden Calciumzufuhr auch das Risiko für Übergewicht und Fettleibigkeit sinkt. Aus diesen Gründen wird Calciumlactatgluconat zur Calciumanreicherung als Zusatzstoff für Nahrungs- und Nahrungsergänzungsmittel (Functional Food) verwendet. Daneben wird es auch in Arznei- und Futtermitteln eingesetzt. Zum Beispiel findet es in Brausetabletten als Calciumquelle Verwendung.